# Kostel svatého Jiljí (Kobeřice u Brna)
Kostel svatého Jiljí je římskokatolický chrám v obci Kobeřice u Brna v okrese Vyškov. Je chráněn jako kulturní památka České republiky.

## Historie
Kostel je dominantou obce. Jde o pozdně románskou stavbu z poloviny 13. století (první písemná zmínka pochází z roku 1283). Věž je gotická, upravovaná v 18. a 19. století. Středověká sakristie byla zvětšena roku 1872, kdy dostala současnou podobu. V 18. století bylo zaklenuto kněžiště a prolomena nová okna. Hudební kruchta pochází z 19. století. Roku 1933 byla přistavěna mariánská kaple.
Jde o farní kostel farnosti Kobeřice u Brna.